# 公教文明
公教文明（La Civiltà Cattolica）是由意大利罗马的耶稣会出版的期刊，創刊於1850年並一直出版至今 ，是最古老的意大利天主教期刊之一。 它是唯一一份由圣座国务秘书处直接修订并获得其批准后才能出版的期刊。自1951年以来，该期刊的总部位于罗马 F. Crispi 大街的马耳他别墅（蘋丘）。 